# Richard Wilson (Schauspieler)

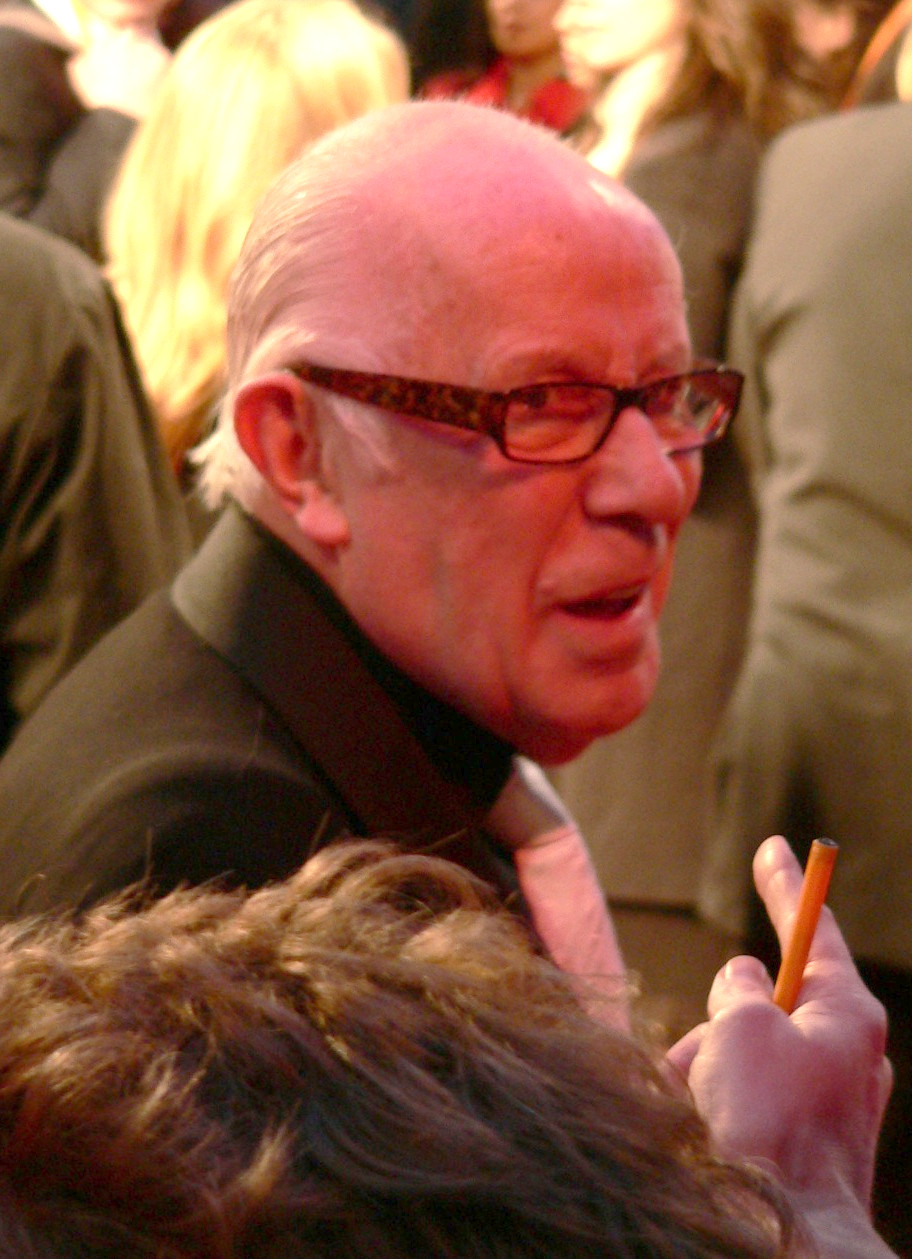
Richard Wilson bei der Verleihung der BAFTA Awards 2007

Richard Wilson OBE (* 9. Juli 1936 in Greenock, Renfrewshire; eigentlicher Name Ian Colquhoun Wilson) ist ein schottischer Schauspieler und Theaterregisseur.

## Leben
Nach dem Studium leistete Wilson Wehrdienst beim Royal Army Medical Corps der British Army und war zeitweise in Singapur stationiert. Danach begann er ein Schauspielstudium an der Royal Academy of Dramatic Art und spielte in Theatern in Edinburgh, Glasgow sowie Manchester. 1994 wurde er für seine Verdienste um das britische Theater zum Officer des Order of the British Empire ausgezeichnet. Von 1996 bis 1999 war er Rektor der Universität Glasgow.
Größere Bekanntheit erlangte Wilson durch seine Darstellung des pensionierten Wachmannes Victor Meldrew in der BBC-Fernsehserie One Foot in the Grave, die in sechs Staffeln zwischen 1990 und 2000 produziert wurde. In der Fernsehserie Merlin – Die neuen Abenteuer spielte er die Rolle des Hofarztes Gaius.
Wilson lebt offen homosexuell.

## Filmografie (Auswahl)
- 1965: Romeo and Juliet (Fernsehfilm)
- 1967: Geheimauftrag für John Drake (Danger Man; Fernsehserie, 1 Folge)
- 1973–1978: Crown Court (Fernsehserie, 69 Folgen)
- 1977–1980: A Sharp Intake of Breath (Fernsehserie, 16 Folgen)
- 1978: Die Füchse (The Sweeney; Fernsehserie, 1 Folge)
- 1979–1982: Only When I Laugh (Fernsehserie, 29 Folgen)
- 1984: Reise nach Indien (A Passage to India)
- 1985: Sherlock Holmes (The Adventures of Sherlock Holmes; Fernsehserie, 1 Folge)
- 1986: Emmerdale Farm (Fernsehserie, 3 Folgen)
- 1986: R.A.M.S. – 3 Frauen und kein Baby (Foreign Body)
- 1986: Die Bombe fliegt (Whoops Apocalypse)
- 1989: Weiße Zeit der Dürre (A Dry White Season)
- 1989: Ein erfolgreicher Mann (How to Get Ahead in Advertising)
- 1990–2000: One Foot in the Grave (Fernsehserie, 44 Folgen)
- 1991: Hitler zu verkaufen (Selling Hitler, Fernseh-Miniserie)
- 1992: Inspektor Morse, Mordkommission Oxford (Inspector Morse; Fernsehserie, 1 Folge)
- 1992: Mach’s nochmal, Columbus (Carry On Columbus)
- 1992: Nonstop nach Glasgow (Soft Top Hard Shoulder)
- 1992: Mr. Bean (Fernsehserie, Folge The Trouble with Mr. Bean)
- 1996: Gullivers Reisen (Gulliver's Travels)
- 1997: Agent Null Null Nix (The Man Who Knew Too Little)
- 1999: Brave New World (Fernsehfilm)
- 2001: High Stakes (Fernsehserie, 12 Folgen)
- 2004–2005: Born and Bred (Fernsehserie, 12 Folgen)
- 2005: Doctor Who (Fernsehserie, 2 Folgen)
- 2007: Reichenbach Falls (Fernsehfilm)
- 2008–2012: Merlin – Die neuen Abenteuer (Merlin; Fernsehserie, 65 Folgen)
- 2009: New Tricks – Die Krimispezialisten (New Tricks, Fernsehserie, 1 Folge)
- 2011: Gnomeo und Julia (Gnomeo and Juliet, Stimme)
- 2016: Ein Sommernachtstraum (A Midsummer Night's Dream, Fernsehfilm)
- 2021: In 80 Tagen um die Welt (Around The World In 80 Days, Fernsehserie, Folgen 1 & 8)